# Prashanta Nanda

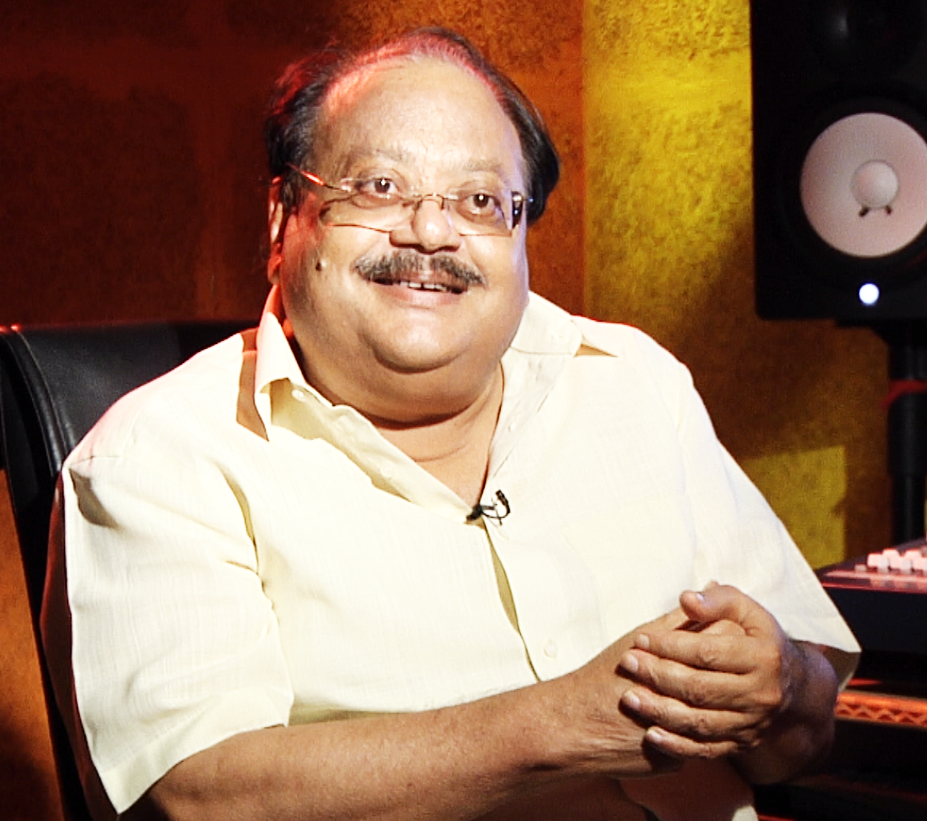
Prashanta Nanda, 2013

Prashanta Nanda (* 2. Mai 1947 in Cuttack) ist ein indischer Filmschauspieler, -regisseur und -produzent des Oriya-Films. Er trat auch als Drehbuchautor, Liedtexter und Playbacksänger in Erscheinung. Für die Bharatiya Janata Party war er Staatsminister in Orissa.

## Leben
Seine Karriere beim Film begann Anfang der 1960er Jahre mit den Prabhat-Mukherjee-Filmen Dasyu Ratnakara und Nua Bou. In Mrinal Sens einzigem Oriya-Film Matir Manisha (dt. Aufführungstitel Zwei Brüder) spielte er die Hauptrolle und erlangte Bekanntheit. Neben seiner Schauspielkarriere studierte er Kunst und Recht. Mit Jharana Das als Partnerin war Nanda in dem Musical-Melodram Adina Megha (1970) erfolgreich. Er stand seit Bandhan (1969) mehrfach für den Regisseur Nitai Palit vor der Kamera.
1975 produzierte Prashanta Nanda Byomkesh Tripathis Film Mamata, schrieb das Drehbuch und übernahm auch die Hauptrolle. Sein Regiedebüt hatte er im darauffolgenden Jahr mit Shehsha Shrabana, dem erst zweiten Farbfilm aus Orissa. Der Film handelt von einem Fischer, der eine Brahmanin bei einer Überschwemmung rettet und in seinem Dorf Probleme wegen des Kastenunterschied hervorruft, als er sie in seiner Hütte aufnimmt. Bis in die Mitte der 1990er Jahre brachte Nanda jährlich mindestens einen Film heraus. Darunter waren auch einzelne Hindi-Filme und zweisprachige Versionen in Oriya und Bengali.
Nanda war parteipolitisch in der BJP in Orissa engagiert. Er war einer der stellvertretenden Vorsitzenden der Partei und hatte kurzzeitig das Amt des Staatsministers inne. Nach Streitigkeiten um die politische Dominanz des orissanischen Chief Ministers Naveen Patnaik (Biju Janata Dal) über die Koalitionspartei verließ er diese im August 2007. Nanda ist inzwischen in der Nationalist Congress Party (NCP) aktiv und deren Vorsitzender in Orissa.

## Filmografie
Quelle: Encyclopaedia of Indian Cinema

### Darsteller
- 1962: Dasyu Ratnakara
- 1962: Nua Bou
- 1964: Jeevana Sathi
- 1964: Nabajanma
- 1966: Matir Manisha
- 1969: Bandhan
- 1970: Adina Megha
- 1972: Dharitri
- 1973: Ghara Sansara
- 1974: Mana Akasha
- 1975: Samaya
- 1975: Mamata
- 1976: Krishna Sudama
- 1976: Sindura Bindu
- 1976: Shesha Shrabana
- 1977: Naga Phasha
- 1977: Paheli
- 1978: Taapoi
- 1978: Balidan
- 1979: Gauri
- 1979: Naiya
- 1980: Maa-o-Mamata
- 1981: Pooja
- 1982: Hisab Nikas
- 1983: Swapna Sagara
- 1984: Dora
- 1984: Jaga Balia
- 1984: Grihasthi
- 1985: Heera Lila
- 1986: Bagula Baguli
- 1986: Paka Kambala Poota Chhata
- 1987: Golamgiri
- 1988: Lal Pan Bibi
- 1989: Jaa Devi Sarva Bhuteshu/Nyaya Chakra
- 1990: Kandhei
- 1990: Je Devi Sarba Bhutesu
- 1991: Loot Taraj
- 1992: Maa
- 1993: Ghar Sansar
- 1994: Lal Pan Bibi
- 1994: Emiti Bhai Jagate Nahin

### Regisseur
- 1976: Shesha Shrabana
- 1977: Paheli
- 1978: Balidan
- 1979: Naiya
- 1980: Maa-o-Mamata
- 1981: Pooja
- 1982: Hisab Nikas
- 1983: Swapna Sagara
- 1984: Dora
- 1984: Jaga Balia
- 1984: Grihasthi
- 1985: Heera Lila
- 1986: Bagula Baguli
- 1986: Paka Kambala Poota Chhata
- 1987: Golamgiri
- 1988: Lal Pan Bibi
- 1989: Jaa Devi Sarva Bhuteshu / Nyaya Chakra
- 1992: Maa
- 1993: Ghar Sansar
- 1994: Lal Pan Bibi
- 1996: Tridhara
- 1999: Krishna Kaberi
- 2004: Akrosh
- 2007: Kalishankar
- 2007: Bandhu
- 2008: Jianta Bhoota